# Ruminococcus gnavus
Ruminococcus gnavus è una specie di batterio appartenente alla famiglia delle Lachnospiraceae.